# Mercado de agricultores de Dallas
El Mercado de agricultores de Dallas (en inglés: Dallas Farmers Market) es un gran mercado público ubicado en 1010 S. Perla Expressway en el Distrito del Mercado de Agricultores del centro de Dallas, Texas (Estados Unidos). A partir de finales del siglo XIX, los agricultores comenzaron a vender sus productos frescos en diversas poblaciones desde sus vagones. Alrededor de 1900, la intersección de las calles Pearl y Cádiz se convirtió en el eje de un negocio mayorista que avanzaba a paso ligero. Grandes cantidades de productos se vendieron junto con los pollos, cerdos, cabras y huevos. Como la demanda de productos frescos de granja y carne creció, estaba claro que era necesario un sistema mejor organizado. En 1939, el sitio para el Dallas Farmers Market  se formalizó y el primer galpón se estableció. El espacio fue declarado oficialmente como un mercado de propiedad municipal y entró en operación en diciembre de 1941. 